# Спорт в Волгоградской области
В статье перечислены спортивные команды и спортсмены, представляющие Волгоградскую область.

## Игровые виды спорта

### Футбол
- «Ротор» (Волгоград, основан в 1929 году) — двукратный серебряный призёр чемпионата России, бронзовый призёр чемпионата России, финалист Кубка Интертото и Кубка России, 3-кратный полуфиналист Кубка России, полуфиналист Кубка СССР, чемпион РСФСР.
- «Энергия» (Волжский, основан в 1956 году).
- «Олимпия» (Волгоград, основан в 1989 году).
- «Текстильщик» (Камышин, основан в 1958 году).
- «Авангард» (Камышин, основан в 1958 году).
- «Звезда» (Городище, основан в 1989 году).
- «Волгоград» (Волгоград, 2008—2010).

### Пляжный футбол
- «ротор-Волгоград»

### Мини-футбол
- «Рокада»

### Гандбол
- «Каустик» (мужчины). Основан в 1976 году. 4-кратный чемпион России (1996, 1997, 1998, 1999).
- «Каустик-ВУОР» (мужчины)
- «Динамо» (женщины; Волгоград; основан в 1960? году) — 10-кратный Чемпион России, обладатель Кубка ЕГФ 2008 года, обладатель Кубка Городов 1995 года, обладатель Суперкубка Европы 1995 года.
- игроки команды в сборной РФ:Женщины-змс.
- игроки команды в сборной РФ:Мужчины-змс.

### Водное поло
- «Спартак» (Волгоград, основан в 1994 году) — шестикратный Чемпион России, восьмикратный обладатель Кубка России.
- Спартак-ВГПУ (Волгоград)
- «Волжаночка» (Волжский)
- игроки команды в сборной РФ мужчины-змс

### Баскетбол
- команда Динамо-(основан в 1960 году)баскетбол, мужчины, женщины
- Александр Болошев — спортсмен (баскетбол)Динамо-Волгоград, мужчины, з.тренер А.Гомельский
- Александр Сидякин-спортсмен, тренер,Динамо-Волгоград
- Анатолий Блик-спортсмен,Динамо-Волгоград

## Индивидуальные виды спорта

### Лёгкая атлетика
- Елена Исинбаева* — двукратная олимпийская чемпионка, заслуженный мастер спорта России, обладательница 28 мировых рекордов в прыжках с шестом среди женщин.
- Татьяна Лебедева** — олимпийская чемпионка, заслуженный мастер спорта России, многократная чемпионка мира и Европы, специализирующаяся в прыжках в длину и тройном прыжке.
- Елена Романова* (1963—2007) — олимпийская чемпионка, заслуженный мастер спорта СССР, бегунья-стайер.
- Елена Слесаренко* — олимпийская чемпионка, заслуженный мастер спорта России, прыгунья в высоту.
- Ольга Бондаренко** — олимпийская чемпионка, заслуженный мастер спорта СССР, бегунья-стайер.
- Юлия Зарипова* — олимпийская чемпионка, чемпионка мира и Европы в беге на 3000 м с препятствиями, заслуженный мастер спорта России.
- Антонина Кривошапка** — призёр олимпийских игр, чемпионка и бронзовый призёр Чемпионата Европы в беге, заслуженный мастер спорта России.
- Ольга Кучеренко* — прыгунья в длину. Серебряный призёр чемпионата мира, бронзовый призёр Чемпионата Европы.
- Анастасия Таранова-Потапова — победительница Чемпионата Европы в тройном прыжке.
- Илья Шкуренёв* — бронзовый призёр Чемпионата Европы в десятиборье.

* Родом из Волгоградской области  

** Выступает за Волгоградскую область 
| Место | Спортсмен                   | Дисциплина               | Олимпиада  | Олимпиада  | Олимпиада | Чемпионат мира                     | Чемпионат мира | Чемпионат мира | Чемпионат Европы | Чемпионат Европы | Чемпионат Европы |
| Место | Спортсмен                   | Дисциплина               |            |            |           |                                    |                |                |                  |                  |                  |
| 1     | Елена Исинбаева             | Прыжок с шестом          | 2004, 2008 | —          | 2012      | 2004, 2005, 2006, 2007, 2008, 2012 | —              | 2003           | 2005, 2006       | 2002             | —                |
| 2     | Татьяна Лебедева            | Тройной прыжок           | —          | 2000, 2008 | 2004      | 2001, 2003, 2004, 2006             | —              | —              | 2000, 2006       | —                | —                |
| 2     | Татьяна Лебедева            | Прыжок в длину           | 2004       | 2008       | —         | 2004, 2007                         | 2009           | —              | —                | —                | —                |
| 3     | Елена Романова              | Кросс 8 км (команда)     | —          | —          | —         | 1988, 1989, 1990                   | —              | 1987, 1991     | —                | —                | —                |
| 3     | Елена Романова              | Кросс 8 км               | —          | —          | —         | —                                  | 1989           | 1990           | —                | —                | —                |
| 3     | Елена Романова              | 3000 м                   | 1992       | —          | —         | —                                  | 1991           | —              | —                | 1990             | —                |
| 3     | Елена Романова              | 10000 м                  | —          | —          | —         | —                                  | —              | —              | 1990             | —                | —                |
| 4     | Елена Слесаренко            | Прыжки в высоту          | 2004       | —          | —         | 2004, 2006                         | 2008           | —              | —                | —                | —                |
| 5     | Ольга Бондаренко            | 3000 м                   | —          | —          | —         | —                                  | 1987           | —              | 1986             | 1985             | —                |
| 5     | Ольга Бондаренко            | 10000 м                  | 1988       | —          | —         | —                                  | —              | —              | —                | 1986             | —                |
| 5     | Ольга Бондаренко            | Кросс 8 км (команда)     | —          | —          | —         | 1985                               | —              | —              | —                | —                | —                |
| 6     | Юлия Зарипова               | 3000 м с/п               | 2012       | —          | —         | 2011                               | 2009           | —              | 2010             | —                | —                |
| 6     | Юлия Зарипова               | Кросс (команда)          | —          | —          | —         | —                                  | —              | —              | —                | —                | 2008             |
| 7     | Антонина Кривошапка         | Эстафета 4×400 м         | —          | 2012       | —         | —                                  | —              | 2009, 2011     | 2009, 2010       | —                | —                |
| 7     | Антонина Кривошапка         | Бег на 400 м             | —          | —          | —         | 2009                               | —              | —              | 2009             | —                | 2010             |
| 8     | Ольга Кучеренко             | Прыжок в длину           | —          | —          | —         | —                                  | 2011           | —              | —                | —                | 2009, 2010       |
| 8     | Ольга Кучеренко             | Прыжок в длину (команда) | —          | —          | —         | —                                  | —              | —              | 2010             | 2009             | —                |
| 9     | Анастасия Таранова-Потапова | Тройной прыжок           | —          | —          | —         | —                                  | —              | —              | 2009             | —                | —                |
| 10    | Илья Шкуренёв               | Десятиборье              | —          | —          | —         | —                                  | —              | —              | —                | —                | 2012             |

### Плавание и прыжки в воду
- Леонид Мешков* (1916—1986) — советский спортсмен-пловец, 42-кратный чемпион СССР по плаванию, заслуженный мастер спорта (1940), заслуженный тренер РСФСР (1963), заслуженный работник культуры РСФСР (1973).
- Александр Попов** — четырёхкратный олимпийский чемпион, пловец.
- Евгений Садовый* — трёхкратный олимпийский чемпион, пловец.
- Денис Панкратов* — двукратный олимпийский чемпион, пловец.
- Лариса Ильченко* — олимпийская чемпионка, пловец.
- Владимир Морозов** — бронзовый призёр Олимпийских игр, мастер спорта международного класса, пловец.
- Юлия Колтунова* — чемпион Европы, призёр Олимпийских игр, прыжки в воду.

* Родом из Волгоградской области  

** Выступает за Волгоградскую область 

### Гребля
- Максим Опалев — олимпийский чемпион и многократный чемпион мира, гребля

### Фигурное катание
- Евгений Плющенко — олимпийский чемпион, трёхкратный чемпион мира, семикратный чемпион Европы и девятикратный чемпион России в мужском одиночном катании, заслуженный мастер спорта России.
- Максим Маринин — олимпийский чемпион в парном фигурном катании, двукратный чемпион мира, пятикратный чемпион Европы и трёхкратный чемпион России.

### Теннис
- Николай Давыденко — известный российский теннисист, заслуженный мастер спорта России.

### Тяжёлая атлетика
- Алексей Петров — тяжелоатлет в полутяжёлом весе, олимпийский чемпион в весе до 91 кг, бронзовый призёр Летних Олимпийских игр Сиднея в весе до 94 кг, пятикратный рекордсмен мира, заслуженный мастер спорта России.

### Гимнастика
- Елена Томас — спортсменка, чемпионка СССР, Европы, мира в Барселоне, змс, тренер (художественная гимнастика).

### Бокс
- Валерий Трегубов — чемпион Европы 1969,1971гг, чемпион СССР, змс 1970-х.
- Валерий Белоусов- чемпион СССР, змс.
- Валерий Иванов — чемпион СССР, змс

### Кикбоксинг
- Дмитрий Соломин — профессиональный российский кикбоксер, и тренер по кикбоксингу. Заслуженный Мастер спорта России по кикбоксингу  и Заслуженный тренер России . Четырёхкратный чемпион России, трёхкратный чемпион мира среди любителей, чемпион мира среди профессионалов .